# Biegus mały
Biegus mały, biegus Temmincka (Calidris temminckii) – gatunek małego ptaka wędrownego z rodziny bekasowatych (Scolopacidae). Nie wyróżnia się podgatunków. Nie jest zagrożony wyginięciem.

## Występowanie
Zamieszkuje pas od Półwyspu Skandynawskiego po Półwysep Czukocki. Zimuje w basenie Morza Śródziemnego, w zwrotnikowej Afryce, na Bliskim Wschodzie, w Azji Południowej i Południowo-Wschodniej oraz na Tajwanie, Wyspach Riukiu i Borneo.
W Polsce nielicznie, lecz regularnie spotykany w całym kraju podczas przelotów w maju i lipcu–październiku.

## Morfologia
WyglądBrak wyraźnego dymorfizmu płciowego. W upierzeniu godowym wierzch ciała brązowoszary z ciemnym deseniem oraz rdzawym nalotem. Spód ciała biały z brązowym lub beżowym nalotem na piersi i wolu. Dziób krótki, ciemny, nogi żółto-zielone. W upierzeniu spoczynkowym wierzch ciała jednolicie popielaty, a spód biały z szarawym nalotem na wolu.
Wymiary średniedługość ciała ok. 14–17 cm
rozpiętość skrzydeł ok. 28–35 cm
masa ciała ok. 15–35 g

## Ekologia i zachowanie

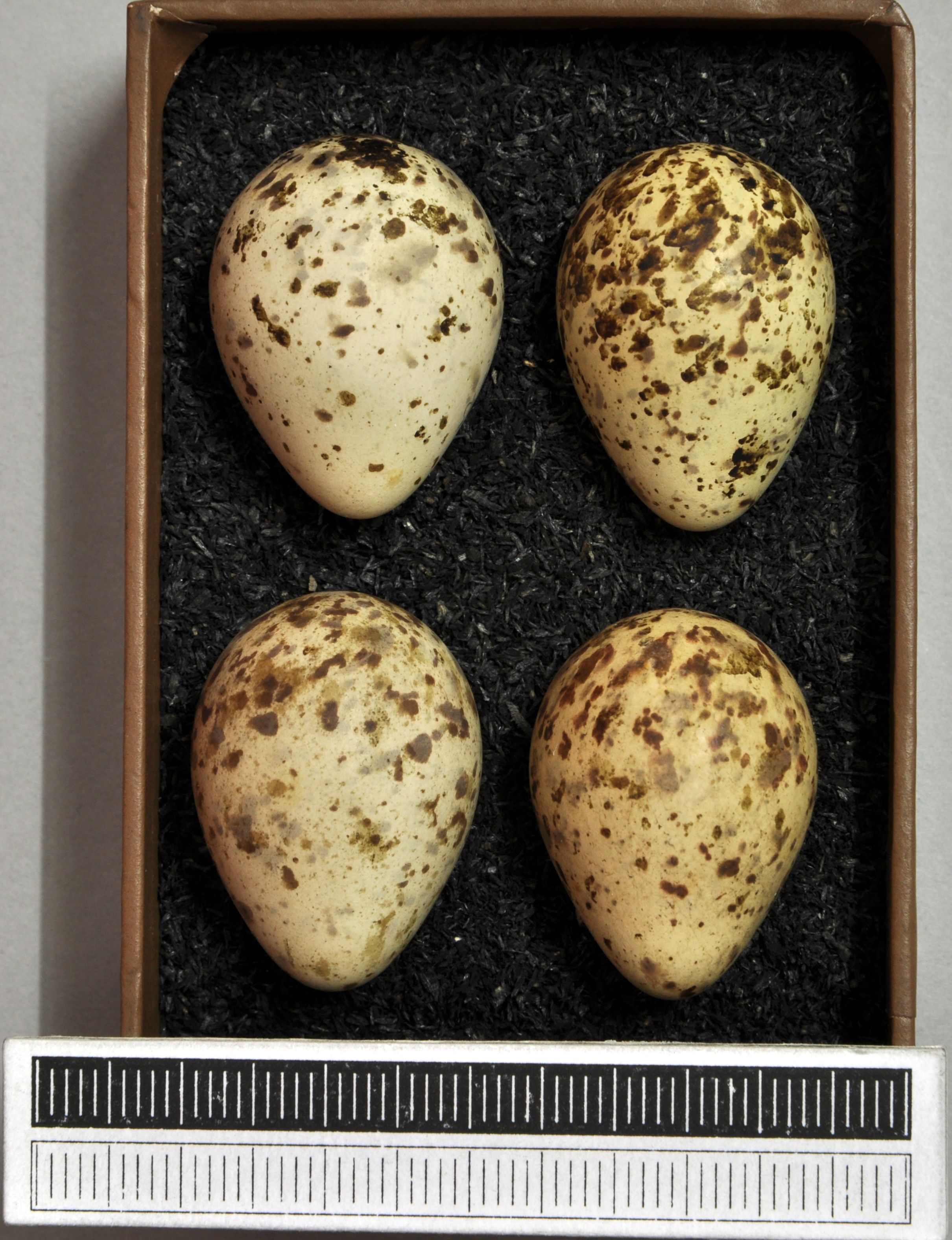
Jaja z kolekcji muzealnej

BiotopWilgotne, nisko położone, leżące w pobliżu wody obszary tundry i lasotundry.
GniazdoNa ziemi, w suchym, kamienistym miejscu.
JajaW ciągu roku wyprowadza jeden lub dwa, rzadko trzy lęgi, składając w maju–lipcu 4 jaja.
WysiadywanieJaja wysiadywane są przez okres 21 dni przez jednego z rodziców. Zarówno samce jak i samice są poligamiczne. Samica często po tygodniu od zniesienia jaj zostawia samca, a sama kopuluje z kolejnym.
PożywienieGłównie drobne skorupiaki, mięczaki, owady i ich larwy, sporadycznie materiał roślinny.

## Status i ochrona
Międzynarodowa Unia Ochrony Przyrody (IUCN) uznaje biegusa małego za gatunek najmniejszej troski (LC, Least Concern) nieprzerwanie od 1988 roku. Liczebność światowej populacji, według szacunków organizacji Wetlands International z 2015 roku, zawiera się w przedziale 165 000 – 1 255 000 osobników. Trend liczebności światowej populacji nie jest znany, choć w przypadku populacji europejskiej uznawany jest za stabilny.
W Polsce podlega ścisłej ochronie gatunkowej.